# مقصودآباد (جهرم)
مقصودآباد روستایی در دهستان جلگاه بخش مرکزی شهرستان جهرم استان فارس ایران است.

## جمعیت
بر پایه سرشماری عمومی نفوس و مسکن در سال ۱۳۹۵ جمعیت این مکان ۱۸۳ نفر (۸۹خانوار) بوده‌است.